# Szubin
Szubin (deutsch Schubin, 1941–1945 Altburgund) ist eine Stadt im Powiat Nakielski in Polen. Sie ist Sitz der gleichnamigen Stadt-und-Land-Gemeinde mit etwa 24.500 Einwohnern.

## Geographische Lage
Die Stadt liegt in der historischen Region Großpolen, etwa zwanzig Kilometer westlich von Bromberg. Durch Schubin fließen zwei kleine Flüsse, Gąsawka und die kleinere Biała Struga.

## Geschichte

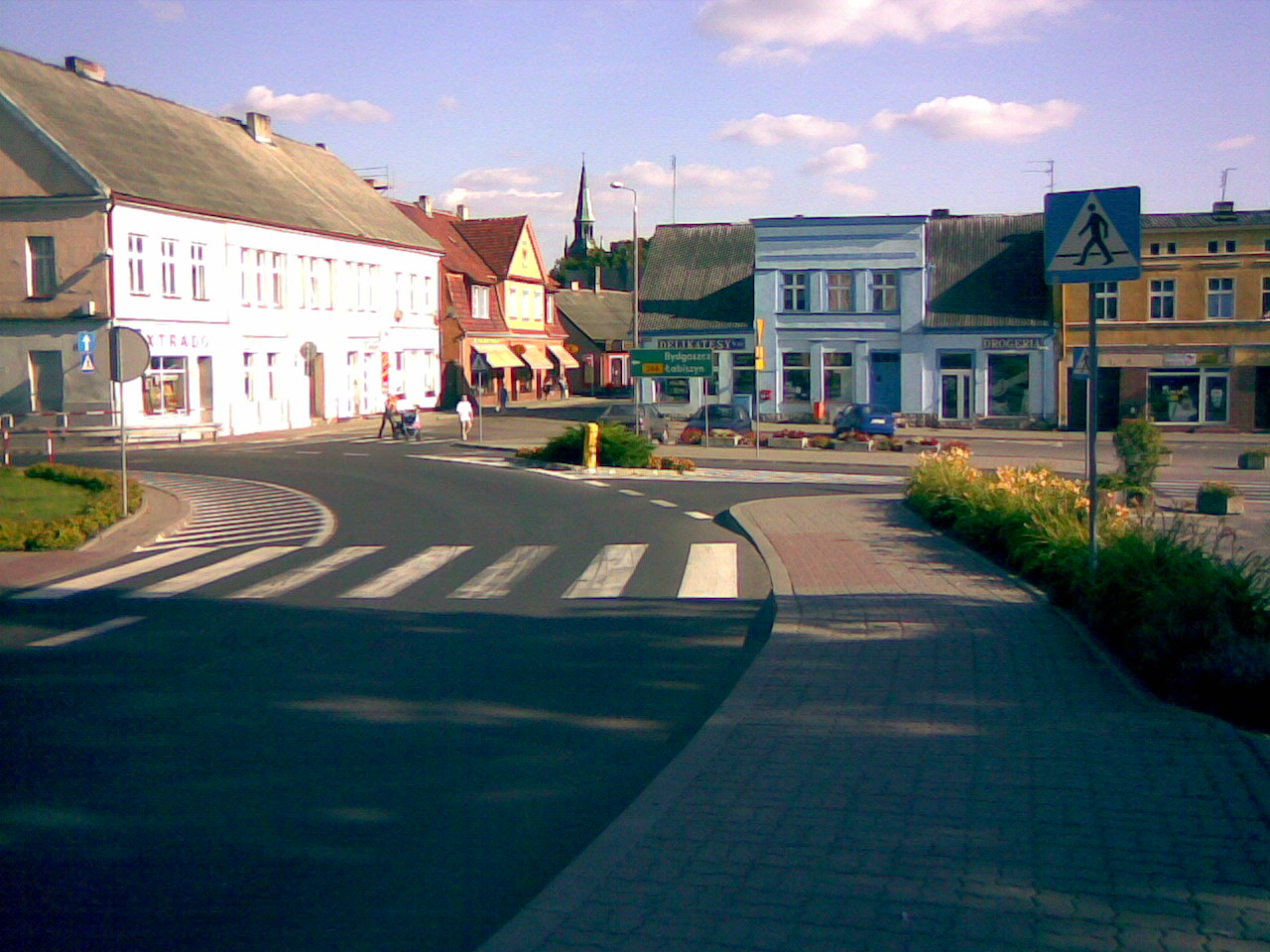
Straßenzug in Schubin

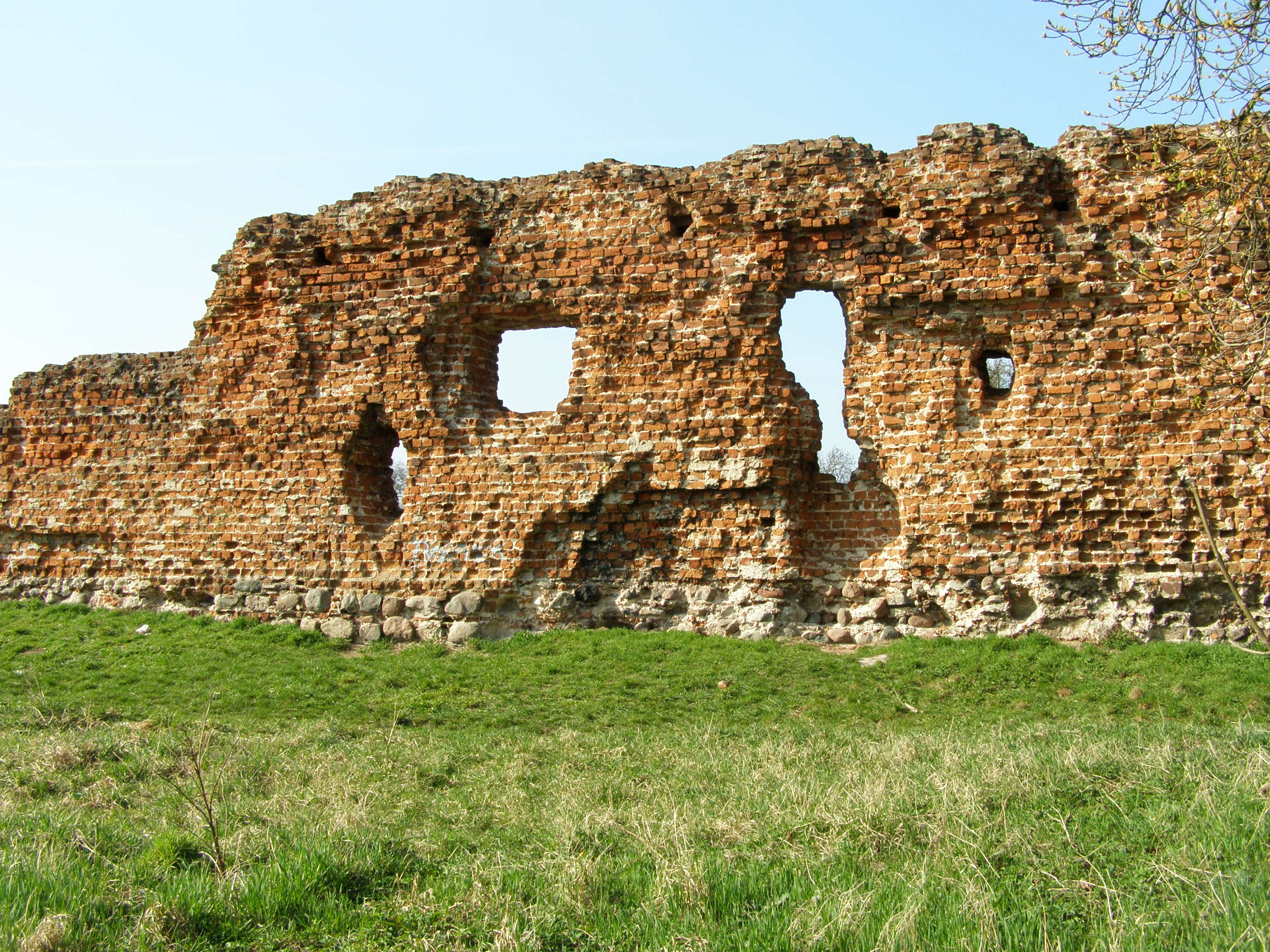
Ruinen der Burg

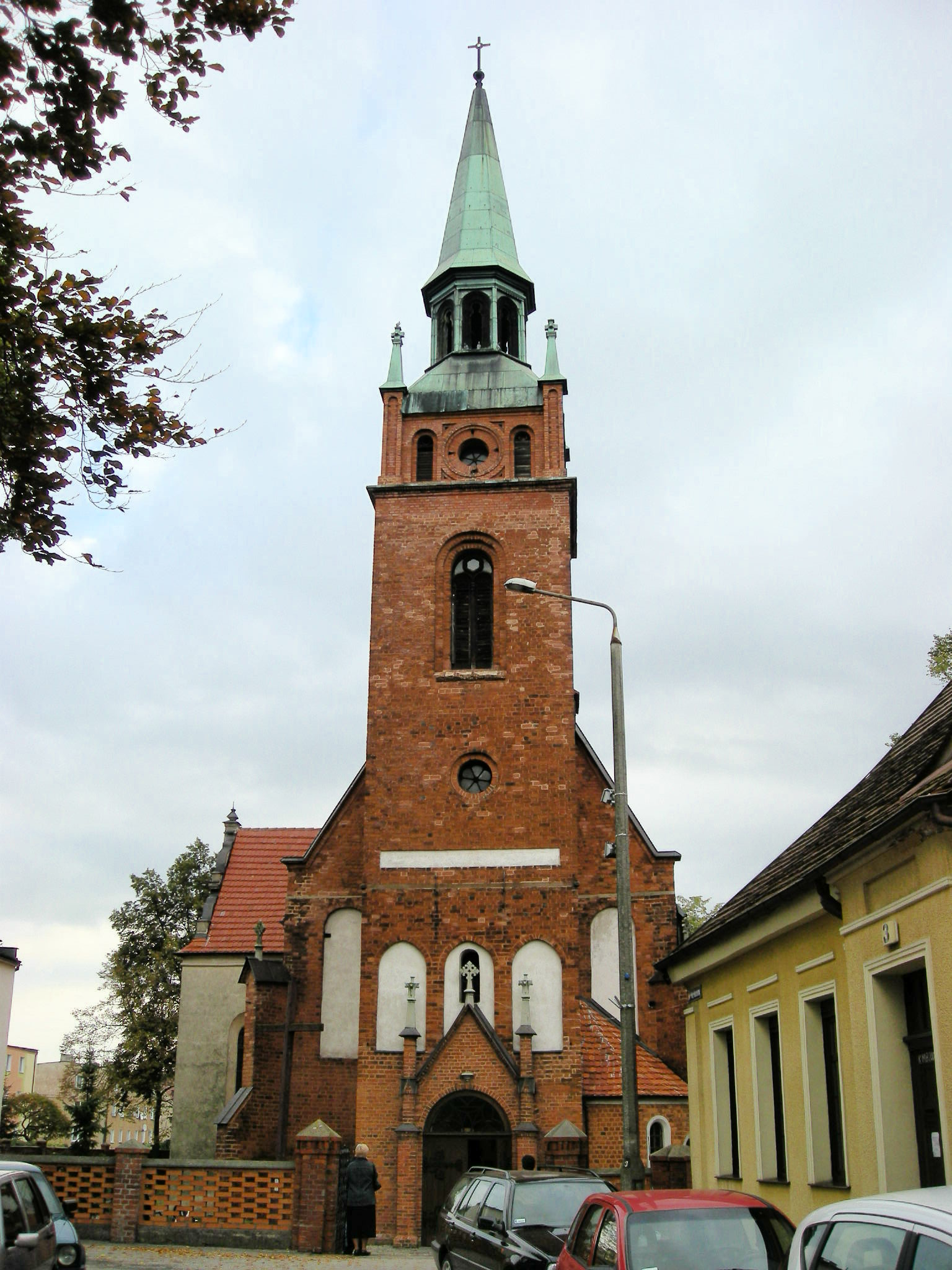
St.-Martin-Kirche in Schubin

Die erste massiv gebaute katholische Kirche der Stadt soll schon im Jahr 1001 gestiftet worden sein. Im Jahr 1065 wird ein Szubino als Ort der Mogilnoer Kirche erwähnt.
Schubin wurde erstmals 1365 erwähnt und erhielt 1458 das Stadtrecht.
Nach der Ersten Polnischen Teilung im Jahre 1772 kam die Stadt zu Preußen. Im Jahre 1780 erfolgte die Gründung einer Neustadt neben der alten Stadt. Mit der Gründung des Herzogtums Warschau wurde Szubin 1807 diesem zugeteilt und fiel 1815 wieder an Preußen. Am Anfang des 20. Jahrhunderts hatte Schubin eine evangelische Kirche, zwei katholische Kirchen, eine Synagoge, eine Provinzialerziehungsanstalt  und war Sitz eines Amtsgerichts.
Von 1818 bis 1920 war die Stadt Sitz des gleichnamigen Kreises Schubin und wurde 1920 nach dem Friedensvertrag von Versailles wieder polnisch. Schubin, wie auch der Kreis (Powiat Szubiński) gehörten von 1920 bis 31. März 1938 zur Woiwodschaft Posen und kamen im Zuge einer Gebietsreform am 1. April 1938 an die damalige Woiwodschaft Großpommerellen.
1939 wurde die Stadt von der deutschen Wehrmacht besetzt; anschließend  wurde sie völkerrechtswidrig dem Deutschen Reich einverleibt. Gegen Ende des Zweiten Weltkriegs wurde Schubin im Frühjahr 1945 von der Roten Armee besetzt.

### Demographie
| Jahr | Einwohnerzahl | Anmerkungen                                                    |
| ---- | ------------- | -------------------------------------------------------------- |
| 1783 | 1170          | davon 936 Polen, 154 Deutsche und 80 Juden                     |
| 1816 | 1300          | davon 668 Katholiken, 315 Evangelische und 317 Juden           |
| 1837 | 2164          | [ 2 ]                                                          |
| 1861 | 3302          | [ 2 ]                                                          |
| 1875 | 3536          | [ 4 ]                                                          |
| 1880 | 3344          | [ 4 ]                                                          |
| 1890 | 3047          | darunter 955 Evangelische, 1783 Katholiken und 309 Juden       |
| 1905 | 3114          | meist Katholiken                                               |
| 1910 | 3071          | am 1. Dezember, ohne Schloss und Gutsbezirk mit 224 Einwohnern |

## Gemeinde
Zur Stadt-und-Land-Gemeinde (gmina miejsko-wiejska) Szubin gehören die Stadt und 32 Dörfer mit Schulzenämtern.

## Verkehr
Szubin hat einen nur noch im Güterverkehr betriebenen Bahnhof an der Bahnstrecke Poznań–Bydgoszcz, früher zweigte dort die Bahnstrecke Żnin–Szubin ab.

## Söhne und Töchter der Stadt
- Moses Mielziner (1828–1903), Rabbiner
- Carl Kiehn (1833–1894), Politiker, Landwirt und Rittergutsbesitzer
- Georg Güthe (1868–1917), deutscher Jurist
- Siegbert Springer (1882–1938), deutscher Jurist, Jura-Repetitor
- Friedrich-Wilhelm von Chappuis (1886–1942), deutscher General der Infanterie im Zweiten Weltkrieg
- Arno Manthey (1888–1941), Politiker (NSDAP) und SA-Obergruppenführer.
- Wolfgang Przyrembel (1904–1944), NSDAP-Funktionär und SA-Standartenführer.
- Rüdiger von Rosen (* 1943), auf dem Gut Grocholin geborener deutscher Betriebswirt
- Jarosław Godek (* 1981), Ruderer und Olympionike